# Freda Adler
Pour les articles homonymes, voir Adler.
Freda Adler, née en 1934, est une sociologue américaine spécialiste de la criminologie. Elle est notamment connue pour ses travaux pionniers sur la criminalité des femmes et pour avoir formulé le concept de synnomie, un opposé de l’anomie.

## Biographie
Freda Adler est née en 1934. Elle obtient en 1971 un doctorat de l’université de Pennsylvanie, dont le sujet est centré sur la criminologie. Elle fait partie en 1974 des fondateurs de l’école de justice criminelle de l’université Rutgers. Elle publie en 1975 son premier ouvrage, Sisters in Crime: The Rise of the New Female Criminal, qui est consacrée à la question de la criminalité chez les femmes et rencontre un grand succès. Elle travaille par la suite comme consultante pour les Nations-unies sur la question de la criminalité. Elle est présidente de l’American Society of Criminology (en) entre 1994 et 1995.
Elle est mariée au criminologue et avocat Gerhard O. W. Mueller jusqu’à la mort de celui-ci en 2006. Elle a eu avec lui trois enfants.

## Recherches
Le thème central des travaux de Freda Adler est la question du genre en criminologie. Lorsqu’elle commence à travailler sur ce sujet au début des années 1970, ce thème est très peu étudié au sein de la discipline, d’autant qu’il n’y a à cette époque que très peu de femmes criminologues et encore moins de femmes titulaires d’un doctorat dans cette matière. Les théories sur la criminalité sont alors uniquement construites sur le comportement masculin et la criminalité féminine essentiellement perçue comme liée à des maladies mentales.
Par conséquent, la publication de Sisters in Crime : The Rise of the New Female Criminal en 1975 soulève un grand intérêt, tant dans les milieux spécialisés que dans les médias généralistes. Freda Adler y prend le contrepied des théories existantes en affirmant que la criminalité féminine n’est pas uniquement passive et pathologique, mais est de plus en plus un chemin emprunté de manière consciente et assumée. Elle fait également le lien entre ce fait et l’émancipation des femmes, qui permet selon elles à celles-ci de disposer de davantage de liberté de choix et d’opportunités pour s’engager dans des carrières criminelles.
Outre les questions de genre, elle travaille également sur des questions concernant la criminalité de manière plus générale. Alors que jusque dans les années 1980 les études se focalisent plutôt sur les zones à forte criminalité, elle effectue dans Nations Not Obsessed with Crime, publié en 1983, l’approche inverse en s’intéressant à dix pays ayant des taux de criminalité très faible et en cherchant à en expliciter les raisons. Constatant à partir de là que beaucoup de variables ont en réalité peu d’effets sur le taux de criminalité, elle formule le concept de synnomie, qui lie faible taux de criminalité et la cohésion sociale, c’est-à-dire l’existence de valeurs largement partagée au sein de la société, associées à une forte tolérance pour les valeurs divergentes.
Son approche, centrée sur l’étude de la normalité plutôt que sur celle de la déviance, préfigure en partie la psychologie positive.

## Publications
Freda Adler a écrit plus de vingt livres et plus d’une centaine d’articles scientifiques. Les principaux sont :
- Sisters in Crime : The Rise of the New Female Criminal (1975) ;
- The Criminology of Deviant Women (1979) ;
- Nations Not Obsessed with Crime (1983) ;
- « Synnomie to Anomie: A Macrosocial Formulation », dans The Legacy of Anomie Theory (1995)[4].

## Distinctions
- Médaille d’or Beccaria de la Deutsche Kriminologische Gesellschaft ;
- Prix Chi Omega de sociologie ;
- Prix de l’American Society of Criminology (en) International Division ;
- Prix de l’Academy of Criminal Justice Sciences (en)
- Doctorat honoris causa de l’université de Scranton (2011)[2].

En outre, l’American Society of Criminology (en) a donné son nom au prix décerné aux chercheurs étrangers.